# Bernat Picornell Grenzner
Bernat Picornell Grenzner (Barcelona, 22 de desembre de 1989) és un polític català, senador al Senat d'Espanya en la XI Legislatura.
És llicenciat en Ciències Polítiques i de l'Administració per la Universitat Autònoma de Barcelona. Resident a Sant Cugat del Vallès, en 2015 n'era vicepresident del Consell Municipal de Cultura de l'ajuntament. Des de 2011 també és portaveu de La Unió Santcugatenca.
Milita a les Joventuts d'Esquerra Republicana de Catalunya (JERC), de les que en fou portaveu a Sant Cugat del Vallès i secretari nacional d'organització de 2013 a 2015. També és militant d'Esquerra Republicana de Catalunya, de la que n'és membre de l'executiva nacional.
En gener de 2016 fou designat senador pel Parlament de Catalunya durant la XI Legislatura.
Forma part de diverses entitats. Dos exemples són Bastoners, entitat d'on és membre de la junta directiva, i Castellers, membre de la seva junta durant dos anys. He estat membre també durant dos anys de la comissió de Barraques Sant Cugat i va participar en l'organització de l'Espai d'Arrel, l'espai de la Coordinadora d'Entitats de Cultura Popular i Tradicional de Sant Cugat durant la Festa Major, ubicat a la plaça d'Octavià. A més a més és membre i portaveu de la junta directiva de La Unió Santcugatenca, entitat que actualment s'està intentant revifar i que intenta ser punt de trobada de part del món cultural santcugatenc.